# Roscoea ngainoi
Roscoea ngainoi là một loài thực vật có hoa trong họ Gừng. Loài này được Ashiho Asosii Mao và Manas Bhaumik mô tả khoa học đầu tiên trong số ra tháng 12 năm 2007 của Nordic Journal of Botany (in ngày 28 tháng 8 năm 2008).

## Từ nguyên
Tính từ định danh ngainoi lấy theo địa danh là núi Ngaino ở bang Manipur, Ấn Độ, nơi loài này lần đầu tiên được tìm thấy. Mẫu định danh loài được thu thập vào tháng 3 năm 2005 ở độ cao 2.840 m. R. ngainoi giống R. tibetica và R. auriculata.

## Phân bố
Nó được tìm thấy trên các ngọn đồi ở độ cao từ 2.200 đến 3.000 m, ở các khu vực đồng cỏ, nơi các loài thực vật như Lilium mackliniae cũng có mặt, tại Manipur, Ấn Độ.

## Mô tả
Cây cao khoảng 14 cm khi ra hoa với 6 lá. 2-3 lá đầu tiên chỉ bao gồm phần bẹ; các lá còn lại có phiến lá, ~2,3–18,5 cm × 1,6–3,5 cm. Ở phần tiếp giáp của bẹ và phiến lá có một lưỡi bẹ nhỏ, dài 1,5–2 mm. Cành hoa (cụm hoa) được các bẹ lá bao quanh, nói chung mỗi lần một hoa xuất hiện trên ống tràng hoa dài tới 9,5 cm. Hoa màu tía sẫm. Các lá bắc đối diện hoa ngắn hơn đài hoa. Đài hoa hình ống, dài khoảng 6 cm, đỉnh 3 thùy. Tiếp theo, 3 cánh hoa (tràng hoa) tạo thành ống tràng, dài hơn đài hoa, tận cùng chia thành 3 thùy, thùy trung tâm thẳng đứng, khoảng 2,6–3,0 cm × 1,0–1,2 cm, và 2 thùy bên hơi hẹp hơn, ~2,2–2,5 cm × 0,5–0,7 cm. Bên trong các cánh hoa là cấu trúc được hình thành từ 4 nhị vô sinh (nhị lép): 2 nhị lép bên tạo thành ncái giống những cánh hoa nhỏ thẳng đứng, 1,5–2,0 cm × 0,6–0,8 cm, với phần thu hẹp ngắn (vuốt) tại gốc; 2 nhị lép trung tâm hợp sinh một phần ở gốc để tạo thành môi (cánh môi), ~2,0–2,3 cm × 1,2–1,6 cm. Cánh môi phân chia thành 2 thùy riêng biệt, mỗi thùy dài 2,2–2,4 cm ở rìa trung tâm, ngắn hơn ở rìa ngoài. 2-3 vạch màu trắng kéo dài từ gốc của mỗi thùy, đôi khi tới trên 50% chiều dài đến đỉnh có khía răng cưa của nó. Nhị sinh sản 1, có bao phấn màu trắng, dài khoảng 5–6 mm, với các cựa dài 2–3 mm, được hình thành từ mô liên kết giữa 2 nang bao phấn.
Loài này giống R. tibetica, nhưng phiến lá nhỏ hơn, ống tràng dài hơn nhiều, vượt quá đài hoa, cánh môi có hình dạng khác và có các vạch trắng ở gốc.